# Сакир-Хар
Сакир-Хар (такође Секер-Хар и Скр-Хр ) је био краљ Хикса из Петнаесте египатске династије, који је владао неким делом Доњег Египта током другог прелазног периода, вероватно почетком 16. века пре нове ере . Претходник му је био Салитис, а наследник Хајан.